# Roumegueria
Roumegueria — рід грибів. Назва вперше опублікована 1908 року.